# Phil Katz
Philip Walter Katz (3 november 1962 — 14 april 2000) was de programmeur van het bekende compressieprogramma PKZip. Het programma draaide op PC's onder het besturingssysteem MS-DOS.
Phil Katz behaalde een diploma in de computerwetenschappen aan de Universiteit van Wisconsin, in Milwaukee, USA. Zijn eerste stappen in de wereld van de datacompressie zette hij met het verbeteren van het toentertijd populaire programma ARC. Hij noemde het PKArc. PKArc was een stuk sneller dan het originele ARC, dit tot groot verdriet van de auteurs van ARC. Zij spanden een rechtszaak aan tegen Katz en dwongen hem om het programma te wijzigen. De eis was juridisch echter niet al te sterk geformuleerd, want zeer snel daarna bracht Katz PKPak uit, dat afgezien van de naam identiek was.
Kort daarop bracht Katz het nieuwe en compleet herschreven PKZip uit, dat zowel sneller als beter comprimeerde dan ARC. PKZip werd uitgebracht als shareware en het gebruikte ZIP formaat was open, dat wil zeggen dat iedereen er gebruik van mocht maken zonder daarvoor te hoeven betalen. Hierdoor werd het ZIP-formaat al snel een de-facto standaard op velerlei verschillende platforms. Bij de opkomst van Microsoft Windows maakte Katz echter een grote fout: hij was ervan overtuigd dat de populariteit van Windows van voorbijgaande aard was en weigerde aanvankelijk om een Windows-versie van PKZip te maken. Toen dat uiteindelijk toch gebeurde, hadden de schrijvers van WinZip, het bedrijf NicoSoft, tijd gehad om een groot deel van het oorspronkelijke marktaandeel van PKZip over te nemen.
PKZip maakte van Katz een van de meest succesvolle auteurs van shareware. Hoewel de ontwikkeling en verkoop van PKZip uiteindelijk een miljoenenbedrijf werd, huurde Katz personen die hij vertrouwde in om het bedrijf te leiden, terwijl hij zelf software bleef ontwikkelen.
Naarmate de jaren vorderden leed Katz in steeds sterkere mate aan alcoholisme. Hij werd diverse malen gearresteerd wegens rijden onder invloed, terwijl hij in zijn laatste jaren meer tijd doorbracht in goedkope motels en stripclubs dan in zijn eigen huis. Op 14 april 2000 werd hij dood gevonden in een hotelkamer met een lege fles pepermuntlikeur in zijn handen. Als officiële doodsoorzaak werd een bloeding van de alvleesklier vastgesteld, veroorzaakt door een acute alcoholvergiftiging.